# 森田茉莉
森田 茉莉（もりた まり、1997年9月18日 - ）は、日本の女子バレーボール選手である。

## 来歴
東京都羽村市出身。母の知り合いがコーチであることがきっかけで小学1年生からバレーボールを始める。
八王子実践高等学校、日本女子体育大学を経て、2019/20シーズン、V.LEAGUE DIVISION1 WOMEN（V1女子）に所属するPFUブルーキャッツの内定選手となった。
2020年7月31日、背番号が20から3へ変更された。
2023年、2022-23シーズンをもってPFUブルーキャッツを退団した。
2023年6月22日、ヴィクトリーナ姫路入団が発表された。その後のV・サマーリーグは背番号6でプレーしたが、2023-24シーズンに向けての背番号は14となった。
2025年4月19日、2024-25シーズン限りでの退団が発表された。同月24日に自由交渉選手として公示。

## 選手としての特徴
PFU同期の瀬戸杏華は、レシーブがすごく上手だと話している。

## 人物・エピソード
- 大学時代のコートネームは「リイ」[11]。
- 2020年3月13日、新型コロナウイルスの影響で母校である日本女子体育大学の卒業式が中止となったため、チームの選手・スタッフによりサプライズで臨時卒業式が執り行われた[10]。
- 東京サンビームズ所属の森田英莉は実妹。2022年のV・サマーリーグでは姉妹対決が実現した[12]。

## 所属チーム
- 羽村市立富士見小学校[1]
- 八王子実践中学校[1]
- 八王子実践高等学校
- 日本女子体育大学 #3
- PFUブルーキャッツ （2019-2023年） #20 → #3
- ヴィクトリーナ姫路 （2023-2025年） #6 → #14

## 受賞歴
- 2019年度 - 春季関東大学女子1部リーグ：サーブレシーブ賞 / リベロ賞[13][14]
- 2019年度 - 秋季関東大学女子1部リーグ：リベロ賞[15]

## 個人成績
V.LEAGUEの個人成績は下記の通り（交流戦・プレーオフを含む）。
| 大会        | 所属        | 出場   | 出場     | アタック | アタック | アタック | アタック | バックアタック | バックアタック | バックアタック | バックアタック | アタック決定本数 | ブロック | ブロック   | サーブ | サーブ     | サーブ | サーブ | サーブ | サーブ | サーブレシーブ | サーブレシーブ | サーブレシーブ | 総得点 |
| ----------- | ----------- | ------ | -------- | -------- | -------- | -------- | -------- | -------------- | -------------- | -------------- | -------------- | ---------------- | -------- | ---------- | ------ | ---------- | ------ | ------ | ------ | ------ | -------------- | -------------- | -------------- | ------ |
| 大会        | 所属        | 試合数 | セット数 | 打数     | 得点     | 失点     | 決定率   | 打数           | 得点           | 失点           | 決定率         | セット平均       | 得点     | セット平均 | 打数   | ノータッチ | エース | 失点   | 効果   | 効果率 | 受数           | 成功           | 成功率         | 総得点 |
| V1 20-21    | PFU         | 20     | 48       | 0        | 0        | 0        | -        | 0              | 0              | 0              | -              | -                | 0        | -          | 0      | 0          | 0      | 0      | 0      | -      | 162            | 109            | 53.1           | 0      |
| 通算：1大会 | 通算：1大会 | 20     | 48       | 0        | 0        | 0        | -        | 0              | 0              | 0              | -              | -                | 0        | -          | 0      | 0          | 0      | 0      | 0      | -      | 162            | 109            | 53.1           | 0      |

## 出演

### ラジオ
- エフエム石川『Hello BlueCats』[17]